# Kamal Issah
Kamal Issah Sissoko (sinh ngày 29 tháng 8 năm 1992) là một cầu thủ bóng đá Ghana thi đấu cho câu lạc bộ Thổ Nhĩ Kỳ Gençlerbirliği.

## Sự nghiệp
Ngày 1 tháng 12 năm 2014, thông báo được đưa ra rằng Issah đã gia nhập đội bóng Na Uy tại Tippeligaen Stabæk.
Ngày 12 tháng 7 năm 2017 anh gia nhập Grimsby Town để thử việc.